# كافيين
الكافيين (أو البُنِّين مرادفًا عربيًا) هو منشط للجهاز العصبي المركزي وينتمي لفئة الميثيل زانثين. يُستخدم محفزًا لليقظة أو محسنًا إدراكيًا لزيادة اليقظة والأداء الانتباهي. يعمل الكافيين عن طريق منع ارتباط الأدينوزين بمستقبل الأدينوزين A1، ما يعزز إطلاق الناقل العصبي أستيل كولين. يمتلك الكافيين بنية ثلاثية الأبعاد تشبه بنية الأدينوزين، مما يسمح له بربط مستقبلاته وأغلاقها. يزيد الكافيين أيضًا من مستويات أدينوسين أحادي الفوسفات الدورية من خلال التثبيط غير الانتقائي لإنزيم الفوسفوديستراز.
يعمل الكافيين منبهاً للجهاز العصبي المركزي عند البشر حيث أنه يجدد النشاط مؤقتاً. ويتواجد بالشاي والقهوة والمشروبات الغازية والمشروبات الكحولية المحتوية على الكافيين ومشروبات الطاقة وأدوية الألم.
هي مادة شبه قلوية معروفة بالأبيض المر، فمادة الميثيلكسانثين الشبه قلوية تتألف من ثلاث مركبات: الكافيين والثيوفيلين والثيوبرومين، والتي توجد في القهوة والشاي وبذور بعض النباتات حيث أن الكافيين يكون مبيد طبيعي للآفات، فيشلُّ ويقتل بعض الحشرات التي تتغذى على هذه النباتات بحَسَب ما تذكره الصيدليات الفرنسية في اكتشافها عام 1821م. والكافيين لا تصنف ضمن المخدرات، و لهذه المادة تأثيراتٌ كيميائية وحيوية تُرَاوح بين نسبٍ مختلفة على البشر.

## الاثار الجانبية
الاثار الجانبية للكافيين كثيرة من اثار ايجابية وسلبية وتشمل الاثار الجانبية الشائعة اثار جسدية ونفسية وتشمل: التوتر والقلق والأرق وزيادة معدل نبض القلب واضطراب المعدة والغثيان والصداع والشعور بالانزعاج.

## تاريخياً

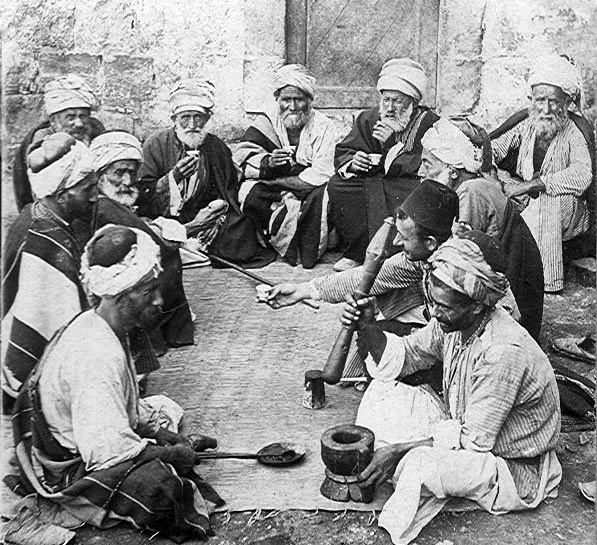
صورة قديمة لعشرات الشيوخ والكهول يجلسون على الأرض حول حصيرة مقهى في فلسطين نحو عام 1900م. ويظهر في الصورة رجل يجلس أمام هاون ويحمل الخفافيش وهو على استعداد للطحن ورجل آخر يحمل ملعقة طويلة.

عرف البشر استهلاك الكافيين منذُ العصر الحجري حيثُ مضغوا بعض البذور وأوراق بعض النباتات لتخفيف آثار الحياة القاسية التي كانوا يعيشونها ولتخفيف المعاناة من التعب وكذلك لتحفيزهم على الوعي والنشوة الدائمة.
ووفقاً لأسطورة شعبية صينية فإن اكتشاف طريقة تناول الكافيين بالشرب ترجع إلى الإمبراطور الصيني شنيونج (ذي السمعة الطيبة) في العام 3000 قبل الميلاد، وقد كان اكتشافه صدفةً حيث إن بعض أوراق الشجر سقطت في الماء المغلي وانتشرت رائحتها فشرب منها. في حين يعود تاريخ تناول حبيبات القهوة إلى القرن التاسع قبل الميلاد، فقد كانت حبيباتها تستخدم في أفريقيا للمقايضة.

## فوائد الكافيين
ذكر تقرير علمي من الجامعة الوطنية في سنغافورة إلى أن شرب فنجان من الشاي مفيد للمخ حيثُ أنه يبطئ من تدهور الخلايا ويحافظ على حدة العقل، وأضافت الدراسة التي استمرت أربعة أعوامٍ من قبل علماء في سنغافورة- إلى أن للشاي قائمة طويلة من الفوائد، وتوصلوا كذلك إلى أن الكافيين يحمي خلايا المخ من تراكم البروتينات المدمرة على مدار السنين مما يساهم في حفظ المخ لقدراته، ولكنهم ذكروا أن مادة الكافيين في الشاي تختلف عن تلك الموجودة في القهوة حيث أن الشاي يحتوي على مادة الثيانين البروتين الطبيعية والتي تواجه الآثار الجانبية لمادة الكافيين مثل ارتفاع ضغط الدم والصداع والإجهاد.

## الآثار السلبية
فسيولوجية
يمكن أن يؤثر الكافيين الموجود في القهوة وغيرها من المشروبات التي تحتوي على الكافيين على حركية الجهاز الهضمي وإفراز حمض المعدة. عند النساء بعد انقطاع الطمث، يمكن أن يؤدي تناول كميات كبيرة من الكافيين إلى تسريع فقدان العظام.
يؤدي تناول الكافيين بشكل حاد بجرعات كبيرة (250-300 ملغ على الأقل، أي ما يعادل الكمية الموجودة في 2-3 أكواب من القهوة أو 5-8 أكواب من الشاي) إلى تحفيز إنتاج البول على المدى القصير لدى الأفراد الذين الحرمان من الكافيين لمدة أيام أو أسابيع. ترجع هذه الزيادة إلى إدرار البول (زيادة إفراز الماء) و إدرار البول (زيادة إفراز المياه المالحة)؛ يجري عن طريق حصار مستقبلات الأدينوزين الأنبوبي القريب. الزيادة الحادة في إنتاج البول قد تزيد من خطر الجفاف. ومع ذلك، فإن المستخدمين المزمنين للكافيين يتطور لديهم تحمل لهذا التأثير ولا يواجهون أي زيادة في إنتاج البول.
آثار نفسية
الأعراض البسيطة غير المرغوب فيها الناجمة عن تناول الكافيين ليست شديدة بما فيه الكفاية لتبرير التشخيص النفسي شائعة وتشمل القلق الخفيف، والعصبية، والأرق، وزيادة كمون النوم، وانخفاض التنسيق. يمكن أن يكون للكافيين آثار سلبية على اضطرابات القلق. وفقا لمراجعة الأدبيات عام 2011، فإن استخدام الكافيين قد يسبب اضطرابات القلق والذعر لدى الأشخاص المصابين بمرض باركنسون. عند تناول جرعات عالية، عادة أكبر من 300 ملغ، يمكن للكافيين أن يسبب القلق ويزيد من تفاقمه. بالنسبة لبعض الناس، التوقف عن استخدام الكافيين يمكن أن يقلل من القلق كثيرًا.
في الجرعات المعتدلة، ارتبط الكافيين بانخفاض أعراض الاكتئاب وانخفاض خطر الانتحار. تشير مراجعتان إلى أن زيادة استهلاك القهوة والكافيين قد يقلل من خطر الاكتئاب.
تشير بعض الكتب المدرسية إلى أن الكافيين مادة مبهجة خفيفة، بينما يذكر البعض الآخر أنه ليس مبهج.
اضطراب القلق الناجم عن الكافيين هو فئة فرعية من تشخيص الدليل التشخيصي والإحصائي للاضطرابات العقلية (DSM-5) لاضطراب القلق الناجم عن المواد/الأدوية.
اضطرابات التعزيز
الإدمان
ما إذا كان الكافيين يمكن أن يؤدي إلى اضطراب إدماني يعتمد على كيفية تعريف الإدمان. لم يُلاحظ الاستهلاك القهري للكافيين تحت أي ظرف من الظروف، وبالتالي لا يعتبر الكافيين مسببا للإدمان بنفس درجات المخدرات عمومًا. ومع ذلك، فإن بعض النماذج التشخيصية، مثل ICDM-9 وICD-10، تتضمن تصنيفًا لإدمان الكافيين ضمن نموذج تشخيصي أوسع. يذكر البعض أن بعض المستخدمين يمكن أن يصبحوا مدمنين وبالتالي غير قادرين على تقليل الاستخدام على الرغم من أنهم يعرفون أن هناك آثارًا صحية سلبية.
لا يبدو أن الكافيين يلعب دور منبه معزز، وقد تحدث درجة معينة من النفور في الواقع، حيث يفضل الأشخاص العلاج الوهمي على الكافيين طبقا لدراسة بحثية للمعهد الوطني للعقاقير (NIDA) حول إمكانية إدمان المواد. يذكر البعض أن الأبحاث لاتقدم الدعم للآلية البيوكيميائية الأساسية لإدمان الكافيين.  وتشير أبحاث أخرى إلى أنه يمكن أن يؤثر على نظام المكافأة.
تمت إضافة "إدمان الكافيين" إلى ICDM-9 وICD-10. ومع ذلك، فقد اعُترض في إضافتها مع الادعاءات بأن هذا النموذج التشخيصي لإدمان الكافيين غير مدعوم بالأدلة. لا يتضمن الدليل التشخيصي والإحصائي للاضطرابات النفسية (DSM-5) الصادر عن الجمعية الأمريكية للطب النفسي تشخيص إدمان الكافيين ولكنه يقترح معايير لهذا الاضطراب لمزيد من الدراسة.
الإعتماد والإنسحاب
يمكن أن يسبب الانسحاب ضائقة خفيفة إلى كبيرة سريريًا أو ضعفًا في الأداء اليومي. جرى الإبلاغ عن تكرار حدوث ذلك بنسبة 11%، ولكن في الاختبارات المعملية فقط نصف الأشخاص الذين أبلغوا عن الانسحاب يعانون منه بالفعل، مما يلقي بظلال من الشك على العديد من ادعاءات الاعتماد. وكانت معظم حالات انسحاب الكافيين 13% بالمعنى المتوسط. قد يحدث الاعتماد الجسدي متوسط الشدة وأعراض الانسحاب عند الامتناع عن الكافيين، مع تناول أكثر من 100 ملغ من الكافيين يوميًا، على الرغم من أن هذه الأعراض لا تستمر لأكثر من يوم واحد. قد تحدث أيضًا بعض الأعراض المرتبطة بالاعتماد النفسي أثناء الانسحاب. تتطلب المعايير التشخيصية لانسحاب الكافيين استخدامًا يوميًا طويلًا للكافيين. بعد 24 ساعة من الانخفاض الملحوظ في الاستهلاك، يلزم ظهور 3 من هذه العلامات أو الأعراض على الأقل للوفاء بمعايير الانسحاب: صعوبة التركيز، والمزاج المكتئب/التهيج، وأعراض تشبه أعراض الأنفلونزا، والصداع، والتعب. بالإضافة إلى ذلك، يجب أن تعطل العلامات والأعراض مجالات مهمة من الأداء ولا ترتبط بآثار حالة أخرى.
يتضمن الإصدار الحادي عشر من التصنيف الدولي للأمراض الاعتماد على الكافيين كفئة تشخيصية متميزة، وهو ما يعكس بشكل وثيق مجموعة المعايير المقترحة في الدليل التشخيصي والإحصائي للاضطرابات العقلية (DSM-5) لـ "اضطراب استخدام الكافيين". يشير اضطراب استخدام الكافيين إلى الاعتماد على الكافيين الذي يتميز بالفشل في السيطرة على استهلاك الكافيين على الرغم من العواقب الفسيولوجية السلبية. وأشارت الجمعية الأمريكية للطب النفسي، التي نشرت الدليل التشخيصي والإحصائي للاضطرابات العقلية (DSM-5)، بوجود أدلة كافية لإنشاء نموذج تشخيصي للاعتماد على الكافيين في الدليل التشخيصي والإحصائي للاضطرابات النفسية (DSM-5)، لكنها لاحظت أن الأهمية السريرية للاضطراب غير واضحة. وبسبب هذه الأدلة غير الحاسمة على الأهمية السريرية، يصنف الدليل التشخيصي والإحصائي للاضطرابات العقلية (DSM-5) اضطراب استخدام الكافيين على أنه "شرط لمزيد من الدراسة".
التحمل
يحدث تحمل تأثيرات الكافيين عند ارتفاع ضغط الدم الناتج عن الكافيين والمشاعر الذاتية للعصبية. التحسس، وهو العملية التي تصبح فيها التأثيرات أكثر وضوحًا مع الاستخدام، يحدث للتأثيرات الإيجابية مثل مشاعر اليقظة والرفاهية. يختلف التحمل بين مستخدمي الكافيين يوميًا ومنتظمين ومستخدمي الكافيين العالي. ثبت أن الجرعات العالية من الكافيين (750 إلى 1200 ملغم/يوم موزعة على مدار اليوم) تؤدي إلى تحمل كامل لبعض تأثيرات الكافيين، ولكن ليس جميعها. جرعات منخفضة تصل إلى 100 ملغ / يوم، مثل فنجان قهوة 6 أونصة (170 جم) أو حصتين إلى ثلاث حصص 12 أونصة (340 جم) من المشروبات الغازية التي تحتوي على الكافيين، قد تستمر في التسبب في اضطراب النوم، من بين حالات عدم تحمل أخرى. مستخدمو الكافيين غير المنتظمين لديهم أقل قدرة على تحمل الكافيين لاضطرابات النوم. يطور بعض شاربي القهوة قدرة على التحمل تجاه آثارها غير المرغوب فيها التي تسبب اضطراب النوم، ولكن من الواضح أن البعض الآخر لا يفعل ذلك.
العلاقة بمرض السكر
نشرت وكالة رويترز في يوليو 2004م أن فريقاً من الباحثين في المركز الطبي بجامعة ديوك بولاية نورث كارولاينا- قد توصلوا إلى وجود علاقة قوية بين تناول الكافيين مع وجبات الطعام وزيادة مستويات السكر والإنسولين لدى المصابين بالنوع الثاني من داء السكري.

### إضعاف الذاكرة المؤقتة
نشرت إذاعة البي بي سي على موقعها بتاريخ 20 يوليو 2004م خبر مفاده أن دراسة من المدرسة الدولية للدراسات المتقدمة في إيطاليا توضح أن الكافيين قد يعيق الذاكرة المؤقتة وقد يعيق تذكر بعض الأسماء، ولذلك يُنصَح الطلاب باجتناب شرب القهوة والشاي والكوكا وغيرها من الأشياء التي تحتوي على مادة الكافيين- وخاصة خلال أيام الامتحانات.

### الخطر الشديد على الأجنة
تسبب مادة الكافيين تشوهات خلقية للأجنة أو قد تسبب موتها وإسقاطها، كما أن مادة الكافيين تضر بالمرضعات والرضع لذلك يجب على النساء كافة وعلى المرضعات والحوامل خاصة- تجنب شرب القهوة والشاي ومنتجات الكولا حفاظاً على صحة حملهن وأرواح أجنتهن.

### أضرار أخرى عديدة
تناول الكافيين باستمرار يسبب القلق والصداع والأرق، كما أنه قد يسبب الإدمان [بحاجة لمصدر]، وعلى رغم من أن البن ليس له قيمة غذائية ولا سعرات حرارية تذكر إلا أن مادة الكافيين به تجعل الجسم يخسر بكثرة عدداً من المعادن والفيتامينات من خلال إدرار البول، ويؤثر الكافيين على امتصاص العناصر المغذية، والكافيين في القهوة والشاي ومشروبات الكولا يجعل الكلى تسرب عدداً من الفيتامينات الأساسية والمعادن (مثل الكالسيوم والحديد والبوتاسيوم والماغنيسيوم) والعناصر النادرة عبر البول وتعد هذه خسارة غذائية للجسم.
والمرأة التي تفرط في تناول القهوة والشاي ومشروبات الكولا تصاب بقلة كثافة العظام وبنخر العظام (escalating (osteoporosis ولاسيما بعد سن اليأس حتى لو تناولت الكالسيوم بكثرة.
ومادة الكافيين تسبب فقر الدم والوهن والاكتئاب وترهق البنكرياس وتضر به حيث أنها تجعل الكبد يفرز سكر الجلوكوز فيرتفع معدل الجلوكوز في الدم فيفرز البنكرياس مزيداً من الإنسولين لتخزين السكر الزائد عن الحاجة كدهون فيشعر الشخص بهبوط الطاقة وقد يلجأ لتناول كوب آخر من القهوة، ووجود الكافيين مع الكربوهيدرات يرفع معدل السكر بالدم.

## تواجده

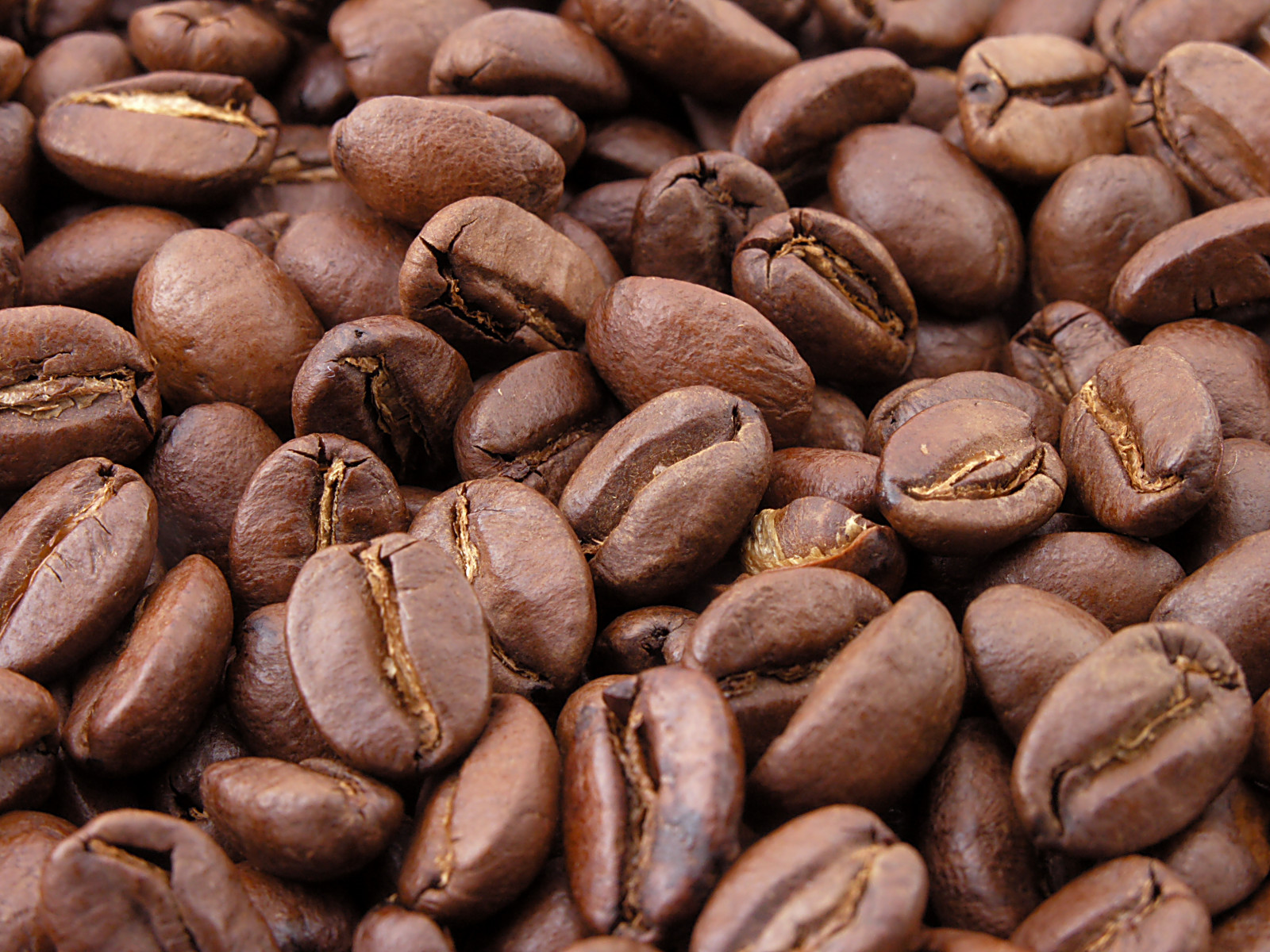
مصدر مشترك في القهوة

عُثر على الكافيين في الكثير من أنواع النباتات، ويتواجد الكافيين بنسب عالية في النباتات المتغذية، وتتواجد نسب عالية من مادة الكافيين في التربة المحيطة بشتلات حبة البن، ويتواجد الكافيين أيضاً في القهوة والشاي والشكولاتة وفي المشروبات الغازية مثل الكولا وفي مشروبات الطاقة مثل ريدبول، ويتواجد الكافيين كذلك في بعض الأدوية لعلاج انقطاع التنفس للأطفال حديثي الولادة.

## التحضير والخصائص

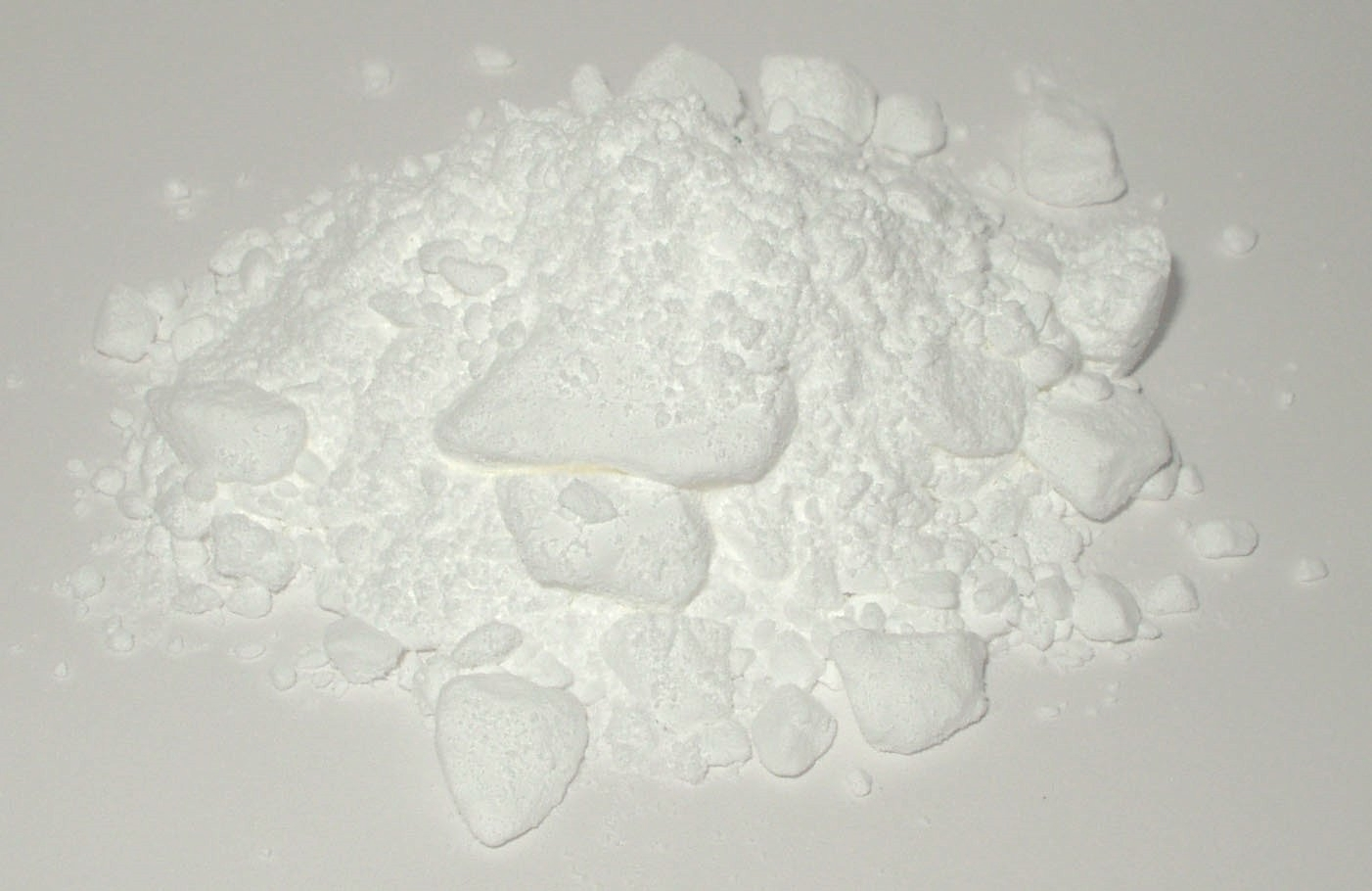
اللامائى (الجاف) جامعة جنوب المحيط الهادئ الصف الكافيين

في سنة 1819م قام العالم الكيميائي الألماني فرديناند رونج بعزل كمية من الكافيين الصرف نسبياً لأول مرة، وفي عام 1821م عَزَل الكيميائي الفرنسي جان بيير والثنائي (القادمان من الصيدليات الفرنسية) بيير جوزيف بللوتيه وجوزيف كافنتوبينيم كل الكافيين، ووفقاً للكيميائي السويدي بيرزيليوس فإن الكيميائيين الفرنسيين حققوا اكتشافات مستقلة عن معرفة الكيميائي الألماني رونج أو غيره.

## الصيدلة

### الآثار الصحية من الكافيين
يقدر الاستهلاك العالمي من مادة الكافيين على 120,000 طن سنوياً مما يجعله المادة الأكثر شعبية في العالم النفساني. هذا لا يرقى إلى خدمة واحدة من المشروبات التي تحتوي على الكافيين لكل شخص كل يوم. الكافيين هو الجهاز العصبي المركزي ومنبه أيضا، ويستخدم ترفيهيا وطبيا للحد من الإرهاق البدني واستعادة اليقظة العقلية عند التعب أو نعاس غير عادي يحدث. كما تستخدم مادة الكافيين ومشتقاتها مثيل زانثين أخرى على المواليد الجدد لعلاج عدم انتظام ضربات القلب وتوقف التنفس الصحيح. الكافيين يحفز الجهاز العصبي المركزي الأول في المستويات العليا، مما أدى إلى زيادة اليقظة، وتدفق أسرع وأكثر وضوحا في الفكر، وزيادة التركيز، وتحسين التنسيق الهيئة العامة، وفي وقت لاحق على مستوى النخاع ألشوكي في الجرعات الكبيرة. مرة واحدة داخل الجسم، ولها كيمياء معقدة، وأعمال من خلال آليات عدة كما هو موضح أدناه.

### الأيض ونصف الحياة

يُستقلب الكافيين في الكبد إلى ثلاثة الأيضات الأساسي :
، paraxanthine(٪84) الثيوبرومين(12٪)، والثيوفيلين (4 ٪).

يُستقلب الكافيين في الكبد إلى ثلاثة الأيضات الأساسي: بارازانثين [الإنجليزية] (84 ٪)، الثيوبرومين (12 ٪)، والثيوفيلين (4 ٪) الكافيين من القهوة أو المشروبات الأخرى التي تمتصها المعدة والأمعاء الدقيقة خلال 45 دقيقة من الابتلاع ثم توزع في جميع أنسجة الجسم. عن طريق الدم ذوتركيز معين خلال ساعة واحدة.
البيولوجية نصف حياة الكافيين الوقت اللازم للجسم للقضاء على نصف المبلغ الإجمالي للكافيين، تتباين تباينا كبيرا بين الأفراد وفقا لعوامل مثل السن، وظائف الكبد والحمل وبعض الأدوية المتزامنة، ومستوى الإنزيمات في الكبد اللازمة الأيض الكافيين. في البالغين الأصحاء، الكافيين نصف حياة ما يقرب من 4,9 ساعات. في النساء اللواتي يتناولن حبوب منع الحمل، وهذا هو زيادة ساعات 5-10، والنساء الحوامل في نصف الحياة 9-11 ساعة تقريبا.
الكافيين يمكن أن تتراكم في الأشخاص الذين يعانون أمراض الكبد الحادة، وزيادة في نصف عمر يصل إلى 96 ساعة وفي الرضع والأطفال الصغار، ونصف العمر قد تكون أطول من البالغين؛ نصف الحياة في المولود الجديد قد تكون دام 30 ساعة. ويمكن لعوامل أخرى مثل التدخين يقصر من الكافيين نصف العمر فلوفوكسامين (Luvox) خفض إزالة الكافيين بنسبة 91.3 ٪، وفترات طويلة من القضاء نصف الحياة بنسبة 11.4 أضعاف من 4، 9 ساعة إلى 56 ساعة.
يُستقلب الكافيين في الكبد عن طريق نظام السيتوكروم P450 (على أن تكون محددة، وisozyme 1A2) إلى ثلاثة dimethylxanthines الأيضية، كل منها له تأثيرات خاصة على الجسم :
• بارازانثين 84٪: له تأثير يبوليسا زيادة، مما يؤدي إلى الجلسرين مرتفعة ومستويات الأحماض الذهنية الحرة في بلازما الدم.
• الثيوبرومين (12 ٪) : يوسع الأوعية الدموية ويزيد من حجم البول. الثيوبرومين هو أيضا قلويد الرئيسي في حبوب الكاكاو والشوكولاته لذلك.
يستخدم عضلات القصبات الهوائية، وعلاج الربو:
• والثيوفيلين (4 ٪). الجرعة العلاجية من والثيوفيلين، ومع ذلك، عدة مرات أكبر من المستويات التي بلغتها من ايض الكافيين. يُستقلب كذلك كل من هذه المستقبلات وتفرز ثم في البول.
بعض الكينولون، بما في ذلك سيبروفلوكساسين، وبذل لها تأثير مثبط على السيتوكروم CYP1A2 وف سيتوكروم P450، مما يقلل من إزالة الألغام، وبالتالي زيادة مستويات الدم من تيزانيدين.
وهناك أيضا الأبحاث التي تشير إلى أن الكحول يمنع التمثيل الغذائي للكافيين في الكبد، وخاصة من خلال التأثير على نزع المثيل monomethylxanthine

### آلية العمل

بديل = صيغتين الهيكل العظمي : الكافيين يسار الصورة والأدينوسين يمين الصورة.

.يعتبر الكافيين هو بمثابة مضاد من مستقبلات أدينوزين في برين كافيين بحيث يعبر بسهولة للدماغ الذي يفصل بين الدم من داخل المخ، والنمط الرئيسي للعمل هو بمثابة خصم غير انتقائية لمستقبلات أدينوزين على وجزيء الكافيين مماثل في التركيبة إلى الجزء اللاسكري من الأدينين، أدينوزين، قادر على ربط مستقبلات أدينوزين على من خلايا دون تفعيلها التي تعمل بمثابة مثبط تنافسي.

### تأثيره في حالة الاعتدال
أن كمية آثار الكافيين تختلف من شخص لأخر تبعا لحجم الجسم ودرجة التحمل لهذه المادة، كما أن هذه المادة تستغرق أقل من ساعة لتؤثر على الجسم وتقدر الجرعة ب 200ملغ.
وأظهرت الدراسات في سنة 1979م بزيادة 7‰ مسافة تدوير على مدى ساعتين في الموضوعات التي تستهلك هذه المادة مقارنة للسيطرة على المواد.
كما أن الكافيين يزيد أيضا من فعالية بعض الأدوية منها أدوية الصداع وكذلك يستخدم مع الأرغوتامين في علاج الصداع النصفي والكتلة وكذلك في التغلب على النعاس التي تسببها مضادات الهستامين.

### الاستخدام الموضعي
أجريت دراسات حديثة مع العالم فيفويشيرالى أن يمكن أن يقلل من نمو الشعر بسبب هرمون تستوستيرون، كما يوضع الكافيين في منتجات الاستحمام مثل الشامبو والصابون وغيره، وتظهر الدراسات أن الكافيين في تطبيق الشامبو لمدة دقيقتين ويمتص من خلال الجلد، ومعظمها من خلال بصيلات الشعر، وتصل إلى مجرى الدم.
الإفراط
يمكن أن يُسَبِّب الكافيين بتسمم بالكافيين إذا ما استهلك استهلاكًا كبيرًا، وخاصة لفترات زمنية طويلة، بالإضافة إلى أن هده المادة تزيد من أنتاج حموضة المعدة، وكذلك استعمالها بتراكيز عالية يؤدي إلى القرحة الهضمية، ويجمع عادة الاعتماد على الكافيين مع مجموعة واسعة من غير سارة للظروف المادية والنفسية بما فيها التوتر، والتهيج، والقلق، والارتعاش، ارتعاش العضلات (فرط المنعكسات)، والأرق، والصداع، نقص التنفس وقلاء تنفسي وخفقان القلب والتهاب المريء ألتآكلي، ارتداد المرض المعدي. الكافيين أيضا يزيد من سمية أدوية أخرى معينة، مثل الباراسيتامول. وهناك أربعة أضطرابات نفسية الناجمة عن الكافيين المعترف بها في الدليل التشخيصي والإحصائي للاضطرابات النفسية: تسمم الكافيين، واضطراب القلق الناجم عن الكافيين واضطراب النوم الناجم عن الكافيين والاضطراب المرتبط بالكافيين غير المحدد.
لاستهلاك الكافيين أثناء الحمل مخاطر مرتبطة - حيث أظهرت الدراسات أن أكثر من 200 ملغ من الكافيين يوميًا يمكن أن تؤدي إلى الإجهاض.

### التسمم بالكافيين
يتمثل في أخذ جرعة زائدة من الكافيين ويمكن أن يؤدي في حالة الجهاز العصبي المركزي لإفراط في تحفيز يسمى تسمم الكافيين أو بالعامية «التوتر الكافيين». أعراض التسمم بالكافيين ليست خلافا لتعاطي جرعات زائدة من المنشطات الأخرى. ويمكن أن تشمل الأرق والعصبية، والإثارة، والنشوة او الابتهاج، وتوهج في الوجه، وزيادة التبول، واضطراب الجهاز الهضمي، وارتعاش العضلات، والمشي على الأقدام تدفق الفكر والتعبير، والتهيج وعدم انتظام أو سرعة ضربات القلب، والانفعالات الحركية. وفي حالات تعاطي جرعات زائدة من أكبر من ذلك بكثير، يزيد في الهوس والاكتئاب وهفوات في الحكم، والارتباك، والأوهام، والهلوسة، والذهان قد تحدث، وانحلال الربيدات (انهيار أنسجة العضلات والهيكل العظمي).
في حالة تناول جرعة زائدة يؤدي إلى الوفاة. الجرعة القاتلة متوسط (LD50) يعطى عن طريق الفم، هو 192 مليغرام لكل كيلوغرام في الفئران. LD50 عن مادة الكافيين في البشر تعتمد على الوزن والحساسية الفردية وتشير التقديرات إلى أن نحو 150 إلى 200 ملليغرام لكل كيلوغرام من كتلة الجسم، ما يقارب من 80 حتي 100 من فناجين القهوة لشخص بالغ في إطار زمني محدود أن يعتمد على عمر النصف. على الرغم من تحقيق جرعة مميتة مع الكافيين ستكون صعبة للغاية مع القهوة العادية، وكانت هناك حالة وفاة من جرعة زائدة من حبوب الكافيين، مع جرعة زائدة من أعراض خطيرة تتطلب العلاج بالمستشفيات التي تحدث اقل من 2 غرام من مادة الكافيين. ومن شأن هذا أن تكون استثناء لاتخاذ المخدرات أو فلوفوكسامين الليفوفلوكساسين، الذي منع إنزيمات الكبد المسؤولة عن عملية التمثيل الغذائي للكافيين، مما يزيد من الآثار الوسطى وتركيزات الدم من الكافيين كثيرًا في أضعاف - 5. ولكن من المستحسن للغاية الحد من تناول المشروبات التي تحتوي على الكافيين، وشرب كوب من القهوة سوف يكون له نفس التأثير كما شرب خمسة في ظل ظروف طبيعية. وتحدث الوفاة عادة بسبب الرجفان البطيني الناجمة عن آثار الكافيين على نظام القلب والأوعية الدموية.
علاج التسمم الحاد بالكافيين تدعم عموما، ويجب توفير العلاج من الأعراض الفورية، ولكن إذا كان المريض يعاني من مستويات عالية جدا من الكافيين يجب إجراء الغسيل البريتوني، غسيل الكلى، وقد يكون ترشيح الدم مطلوبا.

### الكشف في السوائل البيولوجية
كُشف عن الكافيين في الدم، البلازما، أو المصل لمراقبة العلاج في حديثي الولادة، لتأكيد تشخيص التسمم، أو تسهيل تحقيق الطب الشرعي. مستويات البلازما في الكافيين عادة ما تكون في حدود 2-10 ملغم / لتر في شرب القهوة، 12-36 ملغم / لتر في حديثي الولادة لتلقي العلاج انقطاع النفس، و40-400 ملغم / لتر في ضحايا الجرعة الزائدة الحادة. وكثيرا ما يقاس تركيز الكافيين البولية في البرامج الرياضية التنافسية، والتي في مستوى يزيد على 15 ملغم / لتر يعتبر عادة لتمثيل سوء المعاملة.

### القلق واضطرابات النوم
من النادر تشخيص الاضطرابات الناجمة عن الكافيين التي عرفتها جمعية علم النفس الأمريكية (أبا) هي من صنع مادة الكافيين اضطراب النوم والكافيين التي يسببها الاضطراب والقلق، والتي يمكن أن تنجم عن تناول الكافيين على المدى الطويل المفرط.
في حالة اضطراب النوم الناجم عن الكافيين، فرد يبتلع بانتظام جرعات عالية من الكافيين كافية للحث على النوم اضطراب كبير في وظيفته، شديدة بما فيه الكفاية لتبرير الاهتمام السريرية.
في بعض الأفراد، يمكن أن كميات كبيرة من مادة الكافيين تحفز القلق الشديد بما فيه الكفاية لتقتضي الاهتمام السريرية. يمكن أن يحدث هذا اضطراب القلق الناجم عن الكافيين تتخذ أشكالا عديدة، من القلق العام للذعر الهجمات، وأعراض الوسواس القهري، أو حتى أعراض رهابي. وبسبب هذا الشرط يمكن أن تحاكي الاضطرابات النفسية العضوية، مثل اضطرابات الهلع، اضطراب القلق العام، وتعذر الجلوس، أو حتى الفصام، وعدد من الأطباء يعتقدون الناس على الكافيين مخمورا وتشخص خطأ تشخيصًا روتينيًا والعلاج غير ضروري عندما يكون العلاج للذهان الكافيين التي يسببها سيكون ببساطة لوقف مزيد من تناول الكافيين. والدراسة في المجلة البريطانية خلص أن الإدمان التي تسمم بالكافيين، على الرغم من تشخيص نادرا، قد تصيب ما يصل إلى شخص واحد من بين كل عشرة من السكان.

### آثار على الذاكرة والتعلم
تزيد من قدرة الاستيعاب والاستجابة

#### تأثير الكافيين على الذاكرة

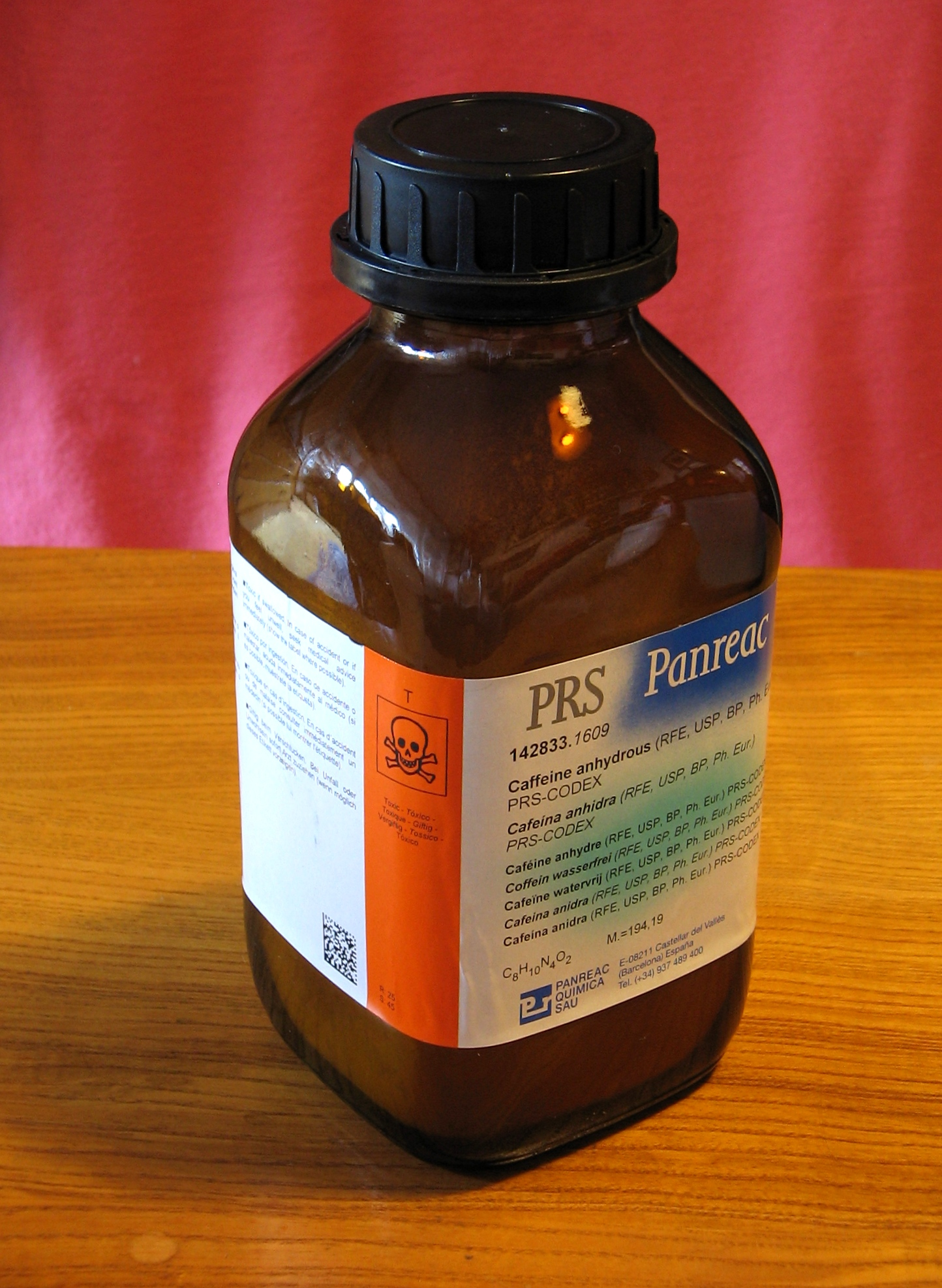
اللامائى الكافيين (س) بديل = صورة لزجاجة كان توج الجدول الكيميائية

وجد الباحثون أن الاستهلاك على المدى الطويل على شكل جرعات منخفضة من الكافيين من نتائجه انه تباطأ تعلم قرن آمون الذي يعتمد على ضعف الذاكرة طويلة المدى لدى الفئران. استهلاك الكافيين لمدة 4 أسابيع أيضا انخفاضا كبيرا مقارنة مع الخلايا العصبية. والاستنتاج هو أنه على المدى الطويل من استهلاك الكافيين يمكن أن تحول دون التعلم قرن آمون التي تعتمد على الذاكرة وجزئيا عن طريق تثبيط تكوين الخلايا العصبية قرن آمون.
وفي دراسة أخرى، أُضيف الكافيين إلى الخلايا العصبية الفئران في المختبر. ونما العمود الفقري شخيري (جزء من خلايا الدماغ المستخدمة في تشكيل الروابط بين الخلايا العصبية) التي اتخذت من قرن آمون (جزء من المخ مرتبطة الذاكرة) بنسبة 33% وشكلت العمود الفقري جديدة. بعد ساعة أو ساعتين، ومع ذلك، عادت هذه الخلايا إلى شكلها الأصلي.
وأظهرت دراسة أخرى أن الإنسان، بعد تلقي 100 ملليغرام من الكافيين النشاط قد ازداد في مناطق الدماغ التي تقع في الفص الجبهي، حيث يقع جزء من شبكة الذاكرة العاملة، والقشرة الحزامية الأمامية، وهي جزء من الدماغ الذي يتحكم في الاهتمام. المواد التي تحتوي على الكافيين أيضا أداء أفضل في المهام المتعلقة بالذاكرة.
ومع ذلك، أظهرت الدراسات المختلفة التي يمكن أن تؤثر مادة الكافيين على الذاكرة قصيرة المدى ويزيد من احتمال غيض من ظاهرة اللسان. أثبت دراسة بعض الباحثون إلى أن الكافيين يمكن أن يساعد الذاكرة قصيرة المدى عندما يتعلق بالمعلومات الجدير بالذكر، ولكن أيضا لنفترض أن الكافيين يعيق الذاكرة قصيرة المدى عندما تكون الفكرة ليست لها علاقة في جوهرها، ويزيد من استهلاك الكافيين من الأداء العقلي للتركيزعلى الفكر في حين أنه قد ينخفض قدرات التفكير واسع المدى.

### تأثيرات الكافيين على امتصاص الكالسيوم
العديد من الاشخاص لديهم مخاوف حول تأثير الكافيين وامتصاص الكالسيوم من الحليب، ولاسيما أن الحليب هو المصدر الاساسي والأكثر استهلاكا للحصول على معدن الكالسيوم الضروري لبناء العظام ومنع هشاشتها مع التقدم بالعمر. و يقل مخزن الكالسيوم بالجسم إما لقلة تناول الاغذية الغنية بالكالسيوم ( الحليب، الجبنة، اللبن،...إلخ. ) أو لسوء امتصاص الكالسيوم بالجسم، وبكلا الحالتين يؤدي ذلك إلى نقص احتياجات الجسم الضرورية من الكالسيوم وبالتالي يؤدي إلى هشاشة العظام.
في الاونة الاخيرة بقي في عقولنا التأثير السلبي للكافيين على امتصاص الكالسيوم بالجسم، مما أدى إلى إجراء العديد من الابحاث، وغالبية نتائجها توصلت لعدم وجود تأثير سلبي للكافيين في امتصاص الكالسيوم أو التأثير على حالة العظام. كما أن جميع الدراسات أُجريت على اشخاص يتناولون اقل بكثير من احتياجاتهم اليومية من الكالسيوم.
قد يكون هناك تأثير بسيط جدا على امتصاص الكالسيوم عند تناوله مع المشروبات المحتوية على الكافيين بكمية كبيرة، بينما هذا التأثير السلبي للكافيين على امتصاص الكالسيوم يكفي ليُعوّض بـ 1-2 معلقة كبيرة من الحليب عند شرب كوب من القهوة.
كما انه من المهم تناول الكالسيوم من مصادرها المختلفة، مثل : الحليب، الجبنة، اللبن، البقوليات، السلمون والسردين.

### تأثيرات على القلب
يرتبط الكافيين بمستقبلات بيتا الأدرينالين على سطح خلايا عضلة القلب، مما يؤدي إلى زيادة في مستوى مخيم داخل الخلايا (من خلال منع الإنزيم الذي يحط المخيم)، ومحاكاة آثار الإيبينيفرين (التي تربط لمستقبلات على الخلية التي تنشط الإنتاج المخيم). أعمال المخيم على «رسول الثانية»، وينشط عدد كبير من البروتين كيناز ألف (الباكاف الحمضية ؛ معسكر تعتمد كيناز البروتين). وهذا له الأثر العام لزيادة معدل تحلل ويزيد من كمية متاحة للاعبي التنس المحترفين تقلص العضلات والاسترخاء. والكافيين في شكل من القهوة يقلل تقليلًا ملحوظًا من خطر الإصابة بأمراض القلب في دراسات وبائية. ومع ذلك، عُثر على تأثير وقائي فقط في الأشخاص الذين ليس لهم ارتفاع ضغط الدم الشديد. وعلاوة على ذلك، لم يُعثر على أي أثر كبير في حماية الأشخاص الذين تقل أعمارهم عن 65 سنة أو في الوفيات الناجمة عن مرض الأوعية الدماغية بالنسبة لأولئك الذين تتراوح أعمارهم بين سنة على قدم المساواة أكثر من 65 وتشير الأبحاث أيضا أن شرب القهوة تحتوي على مادة الكافيين يمكن أن يسبب زيادة مؤقتة في تشنج الشرايين الجدران.

### آثار على الأطفال
حسب الأسطورة الشائعة أن الإفراط في تناول الكافيين يسبب في توقف النمو للأطفال الصغار والمراهقين، ولا سيما في الآونة الأخيرة، أثبتت الدراسات العلمية عُثِر على أطفال لتجربة نفس الآثار من مادة الكافيين مثل البالغين.
ومع ذلك، فقد حُظِرت المشروبات الفرعية التي تحتوي على الكافيين، مثل مشروبات الطاقة، ومعظمها تحتوي على كميات عالية من الكافيين، في العديد من المدارس في جميع أنحاء العالم، وذلك بسبب الآثار السلبية الأخرى التي لوحظت في الاستهلاك لفترة طويلة من الكافيين. وفي دراسة واحدة، قد رُبِطت كولا تحتوي على مادة الكافيين لفرط النشاط لدى الأطفال.

### تناول الكافيين خلال فترة الحمل
أثبتت دراسات أجريت عام 2008 اقترح أن النساء الحوامل الذين يستهلكون 200 ملليغرام أو أكثر من الكافيين في اليوم الواحد لديها «زيادة كبيرة في مخاطر الإجهاض» ولكن لعدم وجود علاقة بين استهلاك الكافيين والإجهاض. المملكة المتحدة وقد أوصت وكالة المعايير الغذائية أن النساء الحوامل يجب الحد من تناول الكافيين أقل من 200 ملغ من الكافيين يوميا أي ما يعادل كوبين من القهوة سريعة الذوبان، أو واحد ونصف إلى كوبين من القهوة الطازجة. ولاحظت أن هيئة الرقابة المالية في تصميم الدراسات جعلت من المستحيل أن تكون على يقين من أن الاختلافات ترجع إلى مادة الكافيين في حد ذاته، بدلا من الخلافات الأخرى في نمط الحياة ربما يرتبط مع مستويات عالية من استهلاك الكافيين، ولكن الحكم على المشورة ليكون من الحكمة.

### التأثيرات على الأداء الرياضي
يعتبر العدائين النخبة البعيدة الذين تناولوا 10 ملغ من الكافيين لكل كيلوغرام من كتلة الجسم على الفور قبل مطحنة تشغيل لاستنفاد الوقت لتحسن الأداء بالمقارنة مع الظروف والسيطرة عليها.
أجرى الباحث كوفاتش بتقييم آثار جرعات مختلفة من الكافيين (2,1، 3,2 و4،5 ملليغرام لكل كيلوغرام من كتلة الجسم) إضافة إلى مشروب 7% الكربوهيدرات المنحل بالكهرباء على الأداء خلال المحاكمة ساعة مرة واحدة للدراجات. تحسين جميع الجرعات الثلاث الكافيين الأداء بالمقارنة مع شرب الكربوهيدرات المنحل بالكهرباء وحدها. وأظهرت النتائج أيضا أن تناول 2,1، 3,2 و4،5 مغ / كغم من مادة الكافيين أنتجت نفس المستوى لتحسين الأداء. هذه الدراسة تشير إلى أن وبمجرد التوصل إلى الجرعة الحدية من الكافيين، لم يكن هناك أي فائدة من مواصلة أداء أعلى كمية من الكافيين.
وقد اقترح اثنان من الآليات المحتملة لتحسين الأداء آثار من مادة الكافيين. استخدام الكافيين زيادة الدهون وانخفاض استخدام الجليكوجين. الكافيين يعبئ الأحماض الذهنية الحرة من الذهنية و/ أو الدهون الثلاثية العضلي من خلال زيادة تعميم مستويات أدرينالين. زيادة توافر الأحماض الذهنية الحرة زيادة أكسدة الدهون وقطع الغيار الجليكوجين في العضلات، وبالتالي تعزيز أداء التحمل. كحافز الجهاز العصبي المركزي واليقظة، الكافيين يزيد وينقص تصور الجهد خلال ممارسة الرياضة. الكافيين قد يقلل من التصور من الجهد عن طريق خفض عتبة تنشيط الخلايا العصبية، مما يجعل من السهل لتجنيد العضلات لممارسة الرياضة.

### التأثيرات على ممارسة الانتعاش
وجدت دراسة أجريت عام 2008 في جامعة معهد ملبورن الملكي في Bundoora وأستراليا ونشرت في مجلة علم وظائف الأعضاء التطبيقي وجود علاقة بين تناول الكافيين والمعدل الذي تغذي الجسم مخازنها الجليكوجين في العضلات. وأدى تناول الكافيين مع الكربوهيدرات بعد تجريب شاملة في زيادة 60% في تخزين الجسم من الجليكوجين في العضلات بالمقارنة مع الأشخاص الذين لم تكن لهم درجة الاستيعاب للكافيين. والجرعة المستخدمة هي8 ملغ لكل كيلوغرام من وزن الجسم.

### علم الوراثة والتمثيل الغذائي للكافيين
اكتشفت دراسة للدكتور أحمد Sohemy عام 2006 في جامعة تورنتو وجود صلة بين الجينات التي تؤثر على التمثيل الغذائي للكافيين وآثار القهوة على الصحة. بعض الناس ايض الكافيين ببطء أكثر من عامة السكان بسبب الاختلافات في جينات محددة السيتوكروم P450، وهناك أدلة الناس مع هذا الجين قد تكون في خطر أكبر من احتشاء عضلة القلب عند استهلاك كميات كبيرة من القهوة. لالأيض السريع، ومع ذلك، يبدو القهوة أن يكون لها أثر وقائي. الأيض البطيء والسريع نسبيا شائعة بين
عامة الناس، وقد يعزى هذا إلى تباين واسع في دراسات التأثيرات الصحية للكافيين.

### علم الوراثة وتناول الكافيين
تحليل نشرته علم الوراثة بلوس سنة 2011م استعرض 5 دراسات تغطي أكثر من 47000 مواضيع من أصل أوروبي. قرر الباحثون أن يرتبط تناول الكافيين المعتاد مع وجود اختلافات في الجينات التي تنظم 2 سرعة الجسم العمليات الكافيين. يستهلك الأشخاص الذين كانت طفرة كمية عالية من الجين إما على كل الكروموسومات 40 ملغ من الكافيين يوميا أكثر (أي ما يعادل يمكن من الصودا) من الناس.

### الضغط داخل المقلة والكافيين
وقد اقترحت البيانات الأخيرة أن استهلاك الكافيين قد ترفع ضغط العين. قد يكون هذا أحد الاعتبارات الهامة لذوي زرق الزاوية المفتوحة.

## نزع الكافيين

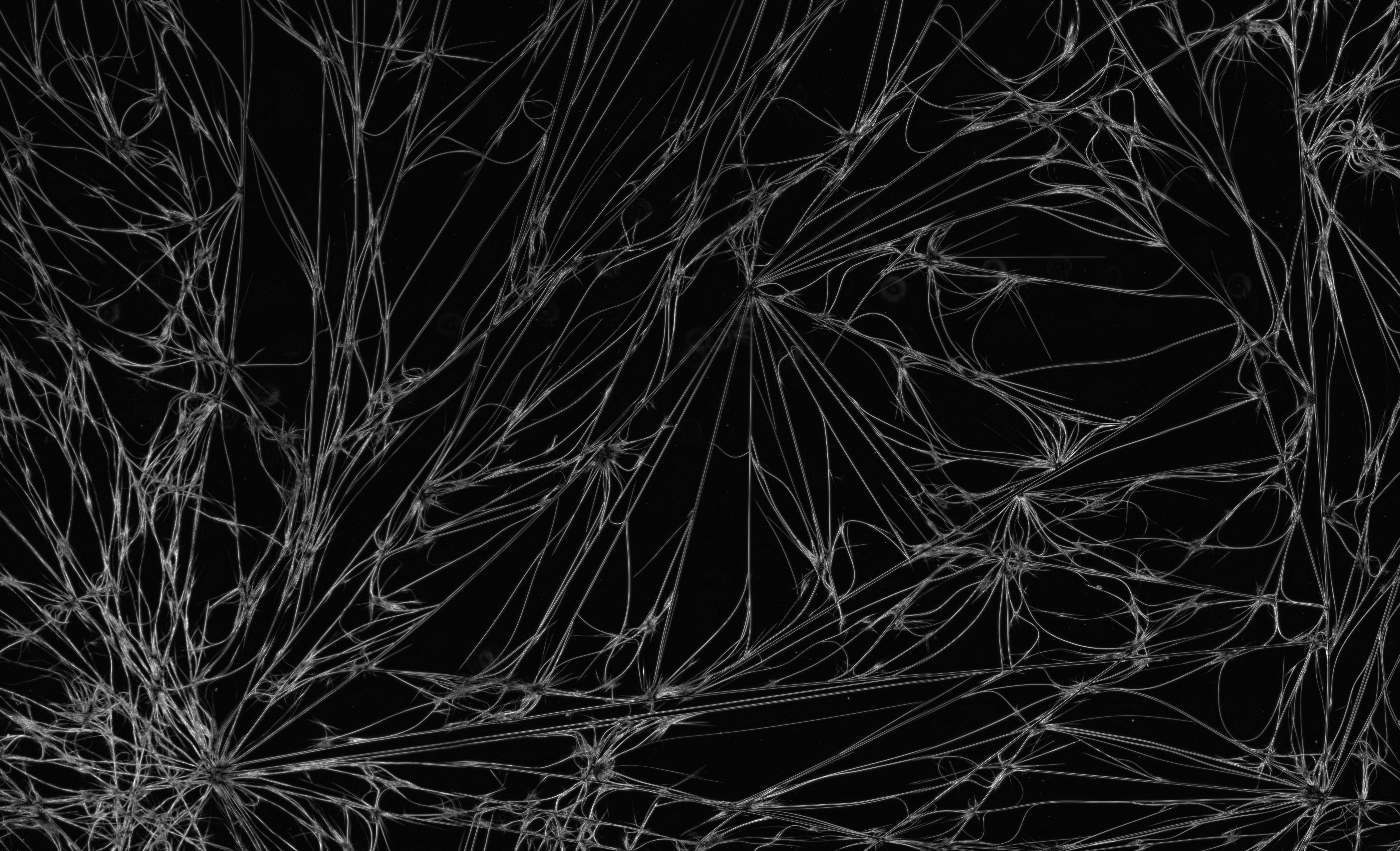
الليفية الكريستال تنقية مادة الكافيين.حقل الظلام ضوء المجهر صورة المنطقة يغطي السنة تقريبا. 11 من 7 ملم

بلورات ليفية من تنقية مادة الكافيين. الظلام المجهر ضوء الصورة الميدانية، وصورة تغطي مساحة ما يقرب من 11 من المادة 7 mm. Main : نزع الكافين
استخراج الكافيين من القهوة، لإنتاج القهوة منزوعة الكافيين، والكافيين، هي عملية هامة الصناعية ويمكن تنفيذها باستخدام عدد من المحاليل المختلفة. كانت جميعها البنزين، الكلوروفورم، وثلاثي كلور الإيثيلين، وثنائي كلور ميثان تستخدم على مر السنين ولكن لأسباب تتعلق بالسلامة، والأثر البيئي، والتكلفة، ونكهة، فقد كانت حلت محلها أساليب الرئيسية التالية :

### استخلاص الكافيين بالماء
تنقع حبوب البن في الماء. ثم يُمرر الماء، والتي تحتوي على مركبات أخرى كثيرة بالإضافة إلى الكافيين ويسهم في نكهة القهوة، من خلال الفحم المنشط، الذي يزيل الكافيين. ويمكن بعد ذلك وضع الماء المتبقي مع الحبوب وتبخر تبخير جاف، وترك القهوة منزوعة الكافيين مع نكهة الأصلي. شركات صناعة البن استرداد الكافيين وبيعها لاستخدامها في المشروبات الغازية وأقراص الكافيين دون وصفة طبية.

### استخلاص غاز ثاني أكسيد الكربون فوق الحرجة
ثاني أكسيد الكربون فوق الحرج هو قطبي ممتاز مذيب لمادة الكافيين، وأكثر أمانا من المذيبات العضوية التي تستخدم خلاف ذلك. عملية الاستخراج بسيطة:
• يُنزع CO2 من خلال حبوب القهوة الخضراء في درجات الحرارة فوق 31,1 درجة مئوية وضغط أعلى 73 الصرف الآلي. في ظل هذه الظروف، CO2 هو في حالة «فوق الحرجة»: لقد خصائص gaslike التي تسمح لها التوغل عميقا في الفول ولكن أيضا خصائص السائل مثل التي تذوب 97-99% من الكافيين. يُرشّ CO2 الكافيين لادن مع ارتفاع ضغط المياه لإزالة الكافيين. ويمكن بعد ذلك الكافيين يمكن عزلها عن طريق امتزاز الفحم أو عن طريق التقطير، والتبلور، أو التناضح العكسي.

### استخراج بواسطة المذيبات العضوية
تستعمل مذيبات عضوية معينة مثل إيثيل أسيتات الصحة الحالي أقل بكثير من المخاطر البيئية والمذيبات العضوية المكلورة المستخدمة سابقا والعطرية. بالإضافة إلى استخدام الزيوت الدهون الثلاثية التي حُصل عليها من القهوة المستهلك.

## الأبحاث
أُستُخدِم الكافيين لمضاعفة عدد الكروموسومات في القمح أُحادي الصبغية.